# NGC 1884
NGC 1884 est une entrée du New General Catalogue qui concerne un corps céleste perdu, ou inexistant dans la constellation de la Dorade. Cet objet a été enregistré par l'astronome britannique John Herschel le 3 janvier 1837.